# Lauriane Sallin
Lauriane Sallin, née le 11 août 1993, est un mannequin suisse ayant été couronné Miss Suisse en 2015.